# Freddie & the Dreamers

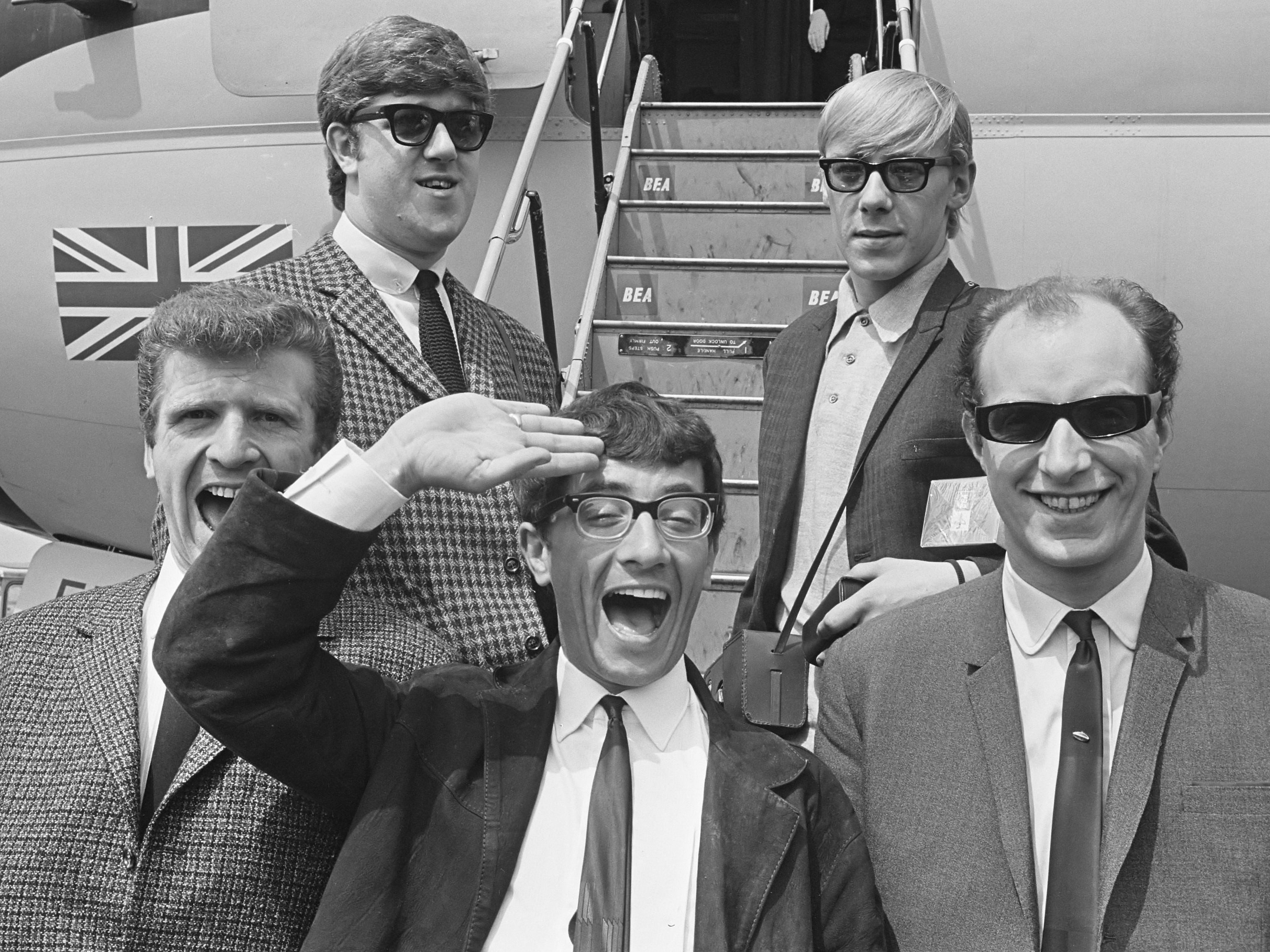
Freddie & The Dreamers (1964)

Freddie & The Dreamers war eine britische Beat-Band der 1960er-Jahre.

## Geschichte der Band
Fred „Freddie“ Garrity, im Hauptberuf Milchmann, spielte seit 1959 in Manchester in mehreren Skiffle-Gruppen, zuletzt bei den Kingfishers, aus denen 1961 Freddie and the Dreamers wurden.
Im Oktober 1961 wurde die Gruppe bekannt, als sie in einer BBC-Fernsehshow auftrat, eine England-Tournee unternommen hatte und im Hamburger „Top Ten Club“ aufgetreten war.
Ende 1962, nach weiteren Auftritten im Fernsehen, erhielt die Band den ersten Schallplattenvertrag bei Columbia und Anfang Mai 1963 erschien ihre erste Single mit dem Rock-’n’-Roll-Song If You Gotta Make A Fool Of Somebody im 3/4-Takt (eine Coverversion), mit der sie am 18. Mai 1963 erstmals in die englische Hitparade kamen und die es bis auf Platz 3 schaffte.
Der Erfolg der Gruppe war nur von kurzer Dauer: Zwar gelangen ihr 1963 in Großbritannien drei Top-Ten-Hits und im Jahre 1964 ein weiterer mit I Understand, auch gelang der Gruppe 1965 mit I’m Telling You Now ein Nummer-eins-Hit in den USA, doch damit war die Erfolgsserie der Gruppe bereits im Jahre 1965 beendet.
In der amerikanischen Hitparade waren sie zwischen März 1965 und September mit fünf Titeln vertreten, wobei sie in den USA kurzzeitig eine ähnliche Popularität wie die Beatles erreichten. Besonders beliebt war in den USA ihr selbst entworfener Tanz Do the Freddie.
Neben ihrer Musik waren sie in den USA auch als Mitwirkende in den Filmen Seaside Swingers und Cuckoo Patrol zu sehen.
In Großbritannien erreichten sie mit den zwei 1965 erschienenen Singles lediglich die Plätze 26 bzw. 44, 1966 erschienen noch einmal drei Singles, die sich jedoch alle nicht mehr in der Hitparade platzieren konnten. Im Oktober 1968 löste sich die Gruppe auf und Garrity moderierte die britische Kinder-Fernsehsendung Little Big Time, wobei Garritys Wiedergründung der Gruppe mit völlig neuen Musikern 1976 wohl einzig dazu diente, auf Oldie-Konzerten unter dem Namen Freddie and the Dreamers auftreten zu können. Garrity, der zuletzt in Newcastle-under-Lyme in Staffordshire lebte, starb am 19. Mai 2006 während eines Urlaubs im Alter von 69 Jahren.

## Mitglieder
- Fred Garrity (Gesang) - (* 14. November 1936 in Manchester; † 19. Mai 2006 in Ysbyty Gwynedd in Bangor, North Wales)
- Derek Quinn (Gitarre) - (* 24. Mai 1942 in Manchester)
- Roy Crewdson (Gitarre) - (* 29. Mai 1941 in Manchester)
- Peter Birrell (Bass) - (* 9. Mai 1941 in Manchester)
- Bernard Dwyer (Schlagzeug) - (* 11. September 1940 in Manchester; † 4. Dezember 2002)

## Diskografie

### Alben
| Jahr | Titel                    | Höchstplatzierung, Gesamtwochen, AuszeichnungChartplatzierungen (Jahr, Titel, Platzierungen, Wochen, Auszeichnungen, Anmerkungen) | Höchstplatzierung, Gesamtwochen, AuszeichnungChartplatzierungen (Jahr, Titel, Platzierungen, Wochen, Auszeichnungen, Anmerkungen) | Anmerkungen                      |
| Jahr | Titel                    | UK | US | Anmerkungen                      |
| ---- | ------------------------ | --- | --- | -------------------------------- |
| 1963 | Freddie And The Dreamers | UK4 (26 Wo.)UK | US19 (19 Wo.)US | Veröffentlichung in US erst 1965 |
| 1965 | I’m Telling You Now      | — | US86 (10 Wo.)US |                                  |
| 1965 | Do The Freddie           | — | US85 (12 Wo.)US |                                  |

Weitere in Großbritannien erschienene LPs
- 1965: You Were Mad For Me
- 1965: Sing-along Party
- 1966: Freddie And The Dreamars In Disneyland
- 1967: King Freddie And His Dreaming Knights

Weitere in den USA erschienene LPs
- 1966: Frantic Freddie
- 1966: Fun Lovin’ Freddie

### Singles
| Jahr | Titel Album                          | Höchstplatzierung, Gesamtwochen, AuszeichnungChartplatzierungen (Jahr, Titel, Album, Platzierungen, Wochen, Auszeichnungen, Anmerkungen) | Höchstplatzierung, Gesamtwochen, AuszeichnungChartplatzierungen (Jahr, Titel, Album, Platzierungen, Wochen, Auszeichnungen, Anmerkungen) | Anmerkungen                   |
| Jahr | Titel Album                          | UK | US | Anmerkungen                   |
| ---- | ------------------------------------ | --- | --- | ----------------------------- |
| 1963 | If You Gotta Make A Fool Of Somebody | UK3 (14 Wo.)UK | — |                               |
| 1963 | I’m Telling You Now                  | UK2 (11 Wo.)UK | US1 (11 Wo.)US | Charteinstieg in US erst 1965 |
| 1963 | You Were Made For Me                 | UK3 (15 Wo.)UK | US21 (7 Wo.)US | Charteinstieg in US erst 1965 |
| 1964 | Over You                             | UK13 (11 Wo.)UK | — |                               |
| 1964 | I Love You Baby                      | UK16 (8 Wo.)UK | — |                               |
| 1964 | Just For You                         | UK41 (3 Wo.)UK | — |                               |
| 1964 | I Understand (Just How You Feel)     | UK5 (15 Wo.)UK | US36 (9 Wo.)US | Charteinstieg in US erst 1965 |
| 1965 | Do The Freddie                       | — | US18 (8 Wo.)US |                               |
| 1965 | A Little You                         | UK26 (5 Wo.)UK | US48 (7 Wo.)US |                               |
| 1965 | Thou Shall Not Steal                 | UK44 (3 Wo.)UK | — |                               |